# Světový pohár ve sportovním lezení 2014
Světový pohár ve sportovním lezení 2014 se uskutečnil v 11 zemích. Zahájen byl 26. dubna v čínském Čchung-čchingu prvním závodem světového poháru ve sportovním lezení disciplínami lezení na rychlost a bouldering. V těchto disciplínách se uskutečnilo celkem sedm a osm závodů, v lezení na obtížnost osm. Poslední závod světového poháru se uskutečnil 15. listopadu ve slovinské Kranji (obtížnost). V tomto roce byl ze všech závodů vyškrtáván nejhorší výsledek u všech disciplín. Celkem proběhlo 16 (23) závodů pod patronátem IFSC, z toho pět pořadatelských měst mělo zdvojené disciplíny a Chaj-jang tři. V kombinaci se hodnotili závodníci, kteří se účastnili alespoň jednoho závodu ve více disciplínách. V roce 2014 se v uvedených disciplínách konalo také mistrovství světa, které se do výsledků světového poháru nezapočítávalo.
Čeští lezci získali v celkovém hodnocení světového poháru 2014 medaile ve všech disciplínách a zároveň všechny kovy. Adam Ondra získal tři zlaté v obtížnosti, kde se účastnil celého poháru a jednu stříbrnou v boulderingu, kde se účastnil jediného závodu (na zkoušku před Mistrovstvím světa) a skončil 24. Libor Hroza stál na stupních vítězů také čtyřikrát - jednou zlato a bronz, dvkrát stříbro v lezení na rychlost. Celkově skončili Libor Hroza na 2. místě (rychlost) a Adam Ondra na 3. místě (obtížnost). Dalšími závodníky, kteří získali body v celkovém pořadí byli Martin Stráník, Martin Jech, Petr Burian a Andrea Pokorná, z nichž nejlépe skončil 43. Martin Stráník - 11. na Světovém poháru v Grindelwaldu (jediný závod SP 2014, jehož se účastnil).

## Přehledy závodů
| Kalendář závodů SP 2014 | Kalendář závodů SP 2014 | Kalendář závodů SP 2014 | Kalendář závodů SP 2014                         | Kalendář závodů SP 2014 | Kalendář závodů SP 2014 | Kalendář závodů SP 2014 | Kalendář závodů SP 2014 | Kalendář závodů SP 2014 | Kalendář závodů SP 2014 |
| Datum                   | Místo                   | Země                    | Web                                             | Počet závodníků         | Počet závodníků         | Počet závodníků         | Počet zemí              | Počet zemí              | Počet zemí              |
| Datum                   | Místo                   | Země                    | Web                                             | obtížnost               | rychlost                | bouldering              | obtížnost               | rychlost                | bouldering              |
| ----------------------- | ----------------------- | ----------------------- | ----------------------------------------------- | ----------------------- | ----------------------- | ----------------------- | ----------------------- | ----------------------- | ----------------------- |
| 26.-27. dubna           | Čchung-čching           | Čína                    | CMA Archivováno 12. 1. 2016 na Wayback Machine. | —                       | XX+XX                   | x                       | —                       | x                       | x                       |
| 3.-4. května            | Baku                    | Ázerbájdžán             | []                                              | —                       | XX+XX                   | x                       | —                       | x                       | x                       |
| 10.-11. května          | Grindelwald             | Švýcarsko               | []                                              | —                       | —                       | x                       | —                       | —                       | x                       |
| 16.-17. května          | Innsbruck               | Rakousko                | []                                              | —                       | —                       | x                       | —                       | —                       | x                       |
| 31. května - 1. června  | Toronto                 | Kanada                  | []                                              | —                       | —                       | x                       | —                       | —                       | x                       |
| 6.-7. června            | Vail                    | Spojené státy americké  | []                                              | —                       | —                       | x                       | —                       | —                       | x                       |
| 20.-22. června          | Chaj-jang               | Čína                    | CMA Archivováno 12. 1. 2016 na Wayback Machine. | x                       | x                       | x                       | x                       | x                       | x                       |
| 27.-28. června          | Laval                   | Francie                 | []                                              | —                       | —                       | x                       | —                       | —                       | x                       |
| 10.-12. července        | Chamonix                | Francie                 | []                                              | x                       | x                       | —                       | x                       | x                       | —                       |
| 19.-20. července        | Briançon                | Francie                 | []                                              | x                       | —                       | —                       | x                       | —                       | —                       |
| 1.-2. srpna             | Imst                    | Rakousko                | []                                              | x                       | —                       | —                       | x                       | —                       | —                       |
| 30.-31. srpna           | Arco                    | Itálie                  | []                                              | —                       | x                       | —                       | —                       | x                       | —                       |
| 11.-12. října           | Mokpcho                 | Jižní Korea             | []                                              | x                       | x                       | —                       | x                       | x                       | —                       |
| 18.-19. října           | Wu-ťiang                | Čína                    | CMA Archivováno 12. 1. 2016 na Wayback Machine. | x                       | x                       | —                       | x                       | x                       | —                       |
| 25.-26. října           | Inzai                   | Japonsko                | []                                              | x                       | —                       | —                       | x                       | —                       | —                       |
| 15.-16. listopadu       | Kranj                   | Slovinsko               | Worldcupkranj                                   | 56+42                   | —                       | —                       | x                       | —                       | —                       |
| Celkem                  | 11                      | 16                      | IFSC                                            | x                       | x                       | x                       | x                       | x                       | x                       |

### Muži
| Výsledky SP v lezení na obtížnost 2014 (8-1) | Výsledky SP v lezení na obtížnost 2014 (8-1) | Výsledky SP v lezení na obtížnost 2014 (8-1) | Výsledky SP v lezení na obtížnost 2014 (8-1) | Výsledky SP v lezení na obtížnost 2014 (8-1) | Výsledky SP v lezení na obtížnost 2014 (8-1) | Výsledky SP v lezení na obtížnost 2014 (8-1) | Výsledky SP v lezení na obtížnost 2014 (8-1) | Výsledky SP v lezení na obtížnost 2014 (8-1) | Výsledky SP v lezení na obtížnost 2014 (8-1) | Výsledky SP v lezení na obtížnost 2014 (8-1) | Výsledky SP v lezení na obtížnost 2014 (8-1) |
| Pořadí                                       | Jméno                                        | Země                                         | Body                                         | Kranj                                        | Inzai                                        | Wu-ťiang                                     | Mokpcho                                      | Imst                                         | Briançon                                     | Chamonix                                     | Chaj-jang                                    |
| -------------------------------------------- | -------------------------------------------- | -------------------------------------------- | -------------------------------------------- | -------------------------------------------- | -------------------------------------------- | -------------------------------------------- | -------------------------------------------- | -------------------------------------------- | -------------------------------------------- | -------------------------------------------- | -------------------------------------------- |
| 1.                                           | Jakob Schubert                               | Rakousko                                     | 516.00                                       | 5. 51.00                                     | 4. 55.00                                     | 17. (18.00)                                  | 1. 100.00                                    | 3. 65.00                                     | 3. 65.00                                     | 2. 80.00                                     | 1. 100.00                                    |
| 2.                                           | Sean McColl                                  | Kanada                                       | 440.00                                       | 2. 80.00                                     | 5. 51.00                                     | 5. 51.00                                     | 5. 51.00                                     | 2. 80.00                                     | 6. 47.00                                     | 9. (37.00)                                   | 2. 80.00                                     |
| 3.                                           | Adam Ondra                                   | Česko                                        | 428.00                                       | 1. 100.00                                    | 1. 100.00                                    | 19. 14.00                                    | 9. 37.00                                     | 1. 100.00                                    | 8. 40.00                                     | 27. (4.00)                                   | 9. 37.00                                     |
|                                              |                                              |                                              |                                              |                                              |                                              |                                              |                                              |                                              |                                              |                                              |                                              |
| 53.-54.                                      | Martin Jech                                  | Česko                                        | 12.00                                        | 53. 0.00                                     | —                                            | 20. 12.00                                    | —                                            | 49. 0.00                                     | 61. 0.00                                     | 75. 0.00                                     | —                                            |
| 0.                                           | Tomáš Binter                                 | Česko                                        | 0.00                                         | 39.-40. 0.                                   | —                                            | —                                            | —                                            | 47. 0.00                                     | 41. 0.00                                     | 46. 0.00                                     | —                                            |
| 0.                                           | Roman Kučera                                 | Česko                                        | 0.00                                         | 47. 0.00                                     | —                                            | —                                            | —                                            | —                                            | —                                            | —                                            | —                                            |
| počet finalistů                              | počet finalistů                              | počet finalistů                              | počet finalistů                              | 8                                            | 8                                            | 8                                            | 8                                            | 8                                            | 8                                            | 8                                            | 8                                            |
| počet semifinalistů                          | počet semifinalistů                          | počet semifinalistů                          | počet semifinalistů                          | 26                                           | 26                                           | 21                                           | 26                                           | 26                                           | 26                                           | 26                                           | 26                                           |
| bodovaných závodníků                         | bodovaných závodníků                         | bodovaných závodníků                         | 78                                           | 30                                           | 30                                           | 21                                           | 30                                           | 29                                           | 30                                           | 30                                           | 29                                           |
| celkový počet závodníků                      | celkový počet závodníků                      | celkový počet závodníků                      | -                                            | 56                                           | 31                                           | 21                                           | 38                                           | 56                                           | 74                                           | 76                                           | 29                                           |

| Výsledky SP v lezení na rychlost 2014 (7-1) | Výsledky SP v lezení na rychlost 2014 (7-1) | Výsledky SP v lezení na rychlost 2014 (7-1) | Výsledky SP v lezení na rychlost 2014 (7-1) | Výsledky SP v lezení na rychlost 2014 (7-1) | Výsledky SP v lezení na rychlost 2014 (7-1) | Výsledky SP v lezení na rychlost 2014 (7-1) | Výsledky SP v lezení na rychlost 2014 (7-1) | Výsledky SP v lezení na rychlost 2014 (7-1) | Výsledky SP v lezení na rychlost 2014 (7-1) | Výsledky SP v lezení na rychlost 2014 (7-1) |
| Pořadí                                      | Jméno                                       | Země                                        | Body                                        | Wu-ťiang                                    | Mokpcho                                     | Arco                                        | Chamonix                                    | Chaj-jang                                   | Baku                                        | Čchung-čching                               |
| ------------------------------------------- | ------------------------------------------- | ------------------------------------------- | ------------------------------------------- | ------------------------------------------- | ------------------------------------------- | ------------------------------------------- | ------------------------------------------- | ------------------------------------------- | ------------------------------------------- | ------------------------------------------- |
| 1.                                          | Danijil Boldyrev                            | Ukrajina                                    | 461.00                                      | 10. (34.00)                                 | 3. 65.00                                    | 5. 51.00                                    | 1. 100.00                                   | 3. 65.00                                    | 1. 100.00                                   | 2. 80.00                                    |
| 2.                                          | Libor Hroza                                 | Česko                                       | 419.00                                      | 2. 80.00                                    | 2. 80.00                                    | 1. 100.00                                   | 7. 43.00                                    | 8. (40.00)                                  | 5. 51.00                                    | 3. 65.00                                    |
| 3.                                          | Marcin Dzieński                             | Polsko                                      | 402.00                                      | 8. 40.00                                    | 1. 100.00                                   | 4. 55.00                                    | 2. 80.00                                    | 2. 80.00                                    | 11. (31.00)                                 | 6. 47.00                                    |
|                                             |                                             |                                             |                                             |                                             |                                             |                                             |                                             |                                             |                                             |                                             |
| 71.                                         | Petr Burian                                 | Česko                                       | 2.00                                        | —                                           | —                                           | —                                           | 29. 2.00                                    | —                                           | —                                           | —                                           |
| počet finalistů                             | počet finalistů                             | počet finalistů                             | počet finalistů                             | 4                                           | 4                                           | 4                                           | 4                                           | 4                                           | 4                                           | 4                                           |
| počet semifinalistů                         | počet semifinalistů                         | počet semifinalistů                         | počet semifinalistů                         | 8                                           | 16/8                                        | 16/8                                        | 16/8                                        | 16/8                                        | 16/8                                        | 16/8                                        |
| bodovaných závodníků                        | bodovaných závodníků                        | bodovaných závodníků                        | 73                                          | 16                                          | 28                                          | 30                                          | 30                                          | 20                                          | 25                                          | 22                                          |
| počet závodníků                             | počet závodníků                             | počet závodníků                             | —                                           | 16                                          | 28                                          | 32                                          | 31                                          | 20                                          | 25                                          | 22                                          |

| Výsledky SP v boulderingu 2014 (8-1) | Výsledky SP v boulderingu 2014 (8-1) | Výsledky SP v boulderingu 2014 (8-1) | Výsledky SP v boulderingu 2014 (8-1) | Výsledky SP v boulderingu 2014 (8-1) | Výsledky SP v boulderingu 2014 (8-1) | Výsledky SP v boulderingu 2014 (8-1) | Výsledky SP v boulderingu 2014 (8-1) | Výsledky SP v boulderingu 2014 (8-1) | Výsledky SP v boulderingu 2014 (8-1) | Výsledky SP v boulderingu 2014 (8-1) | Výsledky SP v boulderingu 2014 (8-1) |
| Pořadí                               | Jméno                                | Země                                 | Body                                 | Laval                                | Chaj-jang                            | Vail                                 | Toronto                              | Innsbruck                            | Grindelwald                          | Baku                                 | Čchung-čching                        |
| ------------------------------------ | ------------------------------------ | ------------------------------------ | ------------------------------------ | ------------------------------------ | ------------------------------------ | ------------------------------------ | ------------------------------------ | ------------------------------------ | ------------------------------------ | ------------------------------------ | ------------------------------------ |
| 1.                                   | Jan Hojer                            | Německo                              | 558.00                               | 4. 55.00                             | 1. 100.00                            | 7. 43.00                             | 2. 80.00                             | 10. (34.00)                          | 1. 100.00                            | 2. 80.00                             | 1. 100.00                            |
| 2.                                   | Dmitrij Šarafutdinov                 | Rusko                                | 467.00                               | 21. 9.00                             | 7. 43.00                             | 1. 100.00                            | -                                    | 4. 55.00                             | 2. 80.00                             | 1. 100.00                            | 2. 80.00                             |
| 3.                                   | Guillaume Glairon Mondet             | Francie                              | 461.00                               | 2. 80.00                             | 3. 65.00                             | 2. 80.00                             | 1. 100.00                            | 5. 51.00                             | 10. 34.00                            | 15. (22.00)                          | 5. 51.00                             |
|                                      |                                      |                                      |                                      |                                      |                                      |                                      |                                      |                                      |                                      |                                      |                                      |
| 24.                                  | Adam Ondra                           | Česko                                | 80.00                                | -                                    | -                                    | -                                    | -                                    | 2. 80.00                             | -                                    | -                                    | -                                    |
| 43.                                  | Martin Stráník                       | Česko                                | 31.00                                | -                                    | -                                    | -                                    | -                                    | -                                    | 11. 31.00                            | -                                    | -                                    |
| 0.                                   | Štěpán Stráník                       | Česko                                | 0.00                                 | 51.-52. 0.                           | -                                    | -                                    | -                                    | 44. 0.00                             | 63.-64. 0.                           | -                                    | -                                    |
| 0.                                   | Jan Chvála                           | Česko                                | 0.00                                 | 55.-56. 0.                           | -                                    | -                                    | -                                    | -                                    | 39.-40. 0.                           | -                                    | -                                    |
| 0.                                   | Petr Handlíř                         | Česko                                | 0.00                                 | -                                    | -                                    | -                                    | -                                    | 45.-47. 0.                           | -                                    | -                                    | -                                    |
| počet finalistů                      | počet finalistů                      | počet finalistů                      | počet finalistů                      | 6                                    | 6                                    | 6                                    | 6                                    | 6                                    | 6                                    | 6                                    | 6                                    |
| počet semifinalistů                  | počet semifinalistů                  | počet semifinalistů                  | počet semifinalistů                  | 20                                   | 20                                   | 21                                   | 20                                   | 21                                   | 20                                   | 20                                   | 20                                   |
| bodovaných závodníků                 | bodovaných závodníků                 | bodovaných závodníků                 | 99                                   | 30                                   | 25                                   | 30                                   | 30                                   | 31                                   | 30                                   | 30                                   | 30                                   |
| počet závodníků                      | počet závodníků                      | počet závodníků                      | -                                    | 57                                   | 25                                   | 48                                   | 41                                   | 81                                   | 77                                   | 44                                   | 40                                   |

| Výsledky SP 2014 - kombinace | Výsledky SP 2014 - kombinace | Výsledky SP 2014 - kombinace | Výsledky SP 2014 - kombinace |
| Pořadí                       | Jméno                        | Země                         | Body                         |
| ---------------------------- | ---------------------------- | ---------------------------- | ---------------------------- |
| 1.                           | Sean McColl                  | Kanada                       | 676.00                       |
| 2.                           | Adam Ondra                   | Česko                        | 457.00                       |
| 3.                           | Domen Škofic                 | Slovinsko                    | 336.00                       |
| 25                           | bodovaných celkem            | bodovaných celkem            | bodovaných celkem            |

### Ženy
| Výsledky SP v lezení na obtížnost 2014 (8-1) | Výsledky SP v lezení na obtížnost 2014 (8-1) | Výsledky SP v lezení na obtížnost 2014 (8-1) | Výsledky SP v lezení na obtížnost 2014 (8-1) | Výsledky SP v lezení na obtížnost 2014 (8-1) | Výsledky SP v lezení na obtížnost 2014 (8-1) | Výsledky SP v lezení na obtížnost 2014 (8-1) | Výsledky SP v lezení na obtížnost 2014 (8-1) | Výsledky SP v lezení na obtížnost 2014 (8-1) | Výsledky SP v lezení na obtížnost 2014 (8-1) | Výsledky SP v lezení na obtížnost 2014 (8-1) | Výsledky SP v lezení na obtížnost 2014 (8-1) |
| Pořadí                                       | Jméno                                        | Země                                         | Body                                         | Kranj                                        | Inzai                                        | Wu-ťiang                                     | Mokpcho                                      | Imst                                         | Briançon                                     | Chamonix                                     | Chaj-jang                                    |
| -------------------------------------------- | -------------------------------------------- | -------------------------------------------- | -------------------------------------------- | -------------------------------------------- | -------------------------------------------- | -------------------------------------------- | -------------------------------------------- | -------------------------------------------- | -------------------------------------------- | -------------------------------------------- | -------------------------------------------- |
| 1.                                           | Kim Ča-in                                    | Jižní Korea                                  | 607.00                                       | 2. 80.00                                     | 1. 100.00                                    | 10. (34.00)                                  | 6. 47.00                                     | 2. 80.00                                     | 1. 100.00                                    | 1. 100.00                                    | 1. 100.00                                    |
| 2.                                           | Mina Markovič                                | Slovinsko                                    | 547.00                                       | 1. 100.00                                    | 2. 80.00                                     | 1. 100.00                                    | 1. 100.00                                    | 5. 51.00                                     | 6. (47.00)                                   | 3. 65.00                                     | 5. 51.00                                     |
| 3.                                           | Magdalena Röck                               | Rakousko                                     | 501.00                                       | 9. (37.00)                                   | 5. 51.00                                     | 4. 55.00                                     | 4. 55.00                                     | 1. 100.00                                    | 2. 80.00                                     | 2. 80.00                                     | 2. 80.00                                     |
|                                              |                                              |                                              |                                              |                                              |                                              |                                              |                                              |                                              |                                              |                                              |                                              |
| 0.                                           | Iva Vejmolová                                | Česko                                        | 0.00                                         | 31. 0.00                                     | -                                            | -                                            | -                                            | 33. 0.00                                     |                                              |                                              |                                              |
| 0.                                           | Eliška Vlčková                               | Česko                                        | 0.00                                         | 41. 0.00                                     | -                                            | -                                            | -                                            | 39. 0.00                                     | 44. 0.00                                     | 50. 0.00                                     |                                              |
| 0.                                           | Veronika Scheuerová                          | Česko                                        | 0.00                                         | -                                            | -                                            | -                                            | -                                            | 46. 0.00                                     | 51.-54. 0.                                   | 56. 0.00                                     |                                              |
| 0.                                           | Jana Vincourková                             | Česko                                        | 0.00                                         | -                                            | -                                            | -                                            | -                                            | 46. 0.00                                     | 51.-54. 0.                                   | 51. 0.00                                     |                                              |
| počet finalistek                             | počet finalistek                             | počet finalistek                             | počet finalistek                             | 8                                            | 8                                            | 8                                            | 8                                            | 8                                            | 0                                            | 8                                            | 9                                            |
| počet semifinalistek                         | počet semifinalistek                         | počet semifinalistek                         | počet semifinalistek                         | 26                                           | 26                                           | 16                                           | 26                                           | 26                                           | 25                                           | 26                                           | 26                                           |
| bodovaných závodnic                          | bodovaných závodnic                          | bodovaných závodnic                          | 84                                           | 30                                           | 28                                           | 16                                           | 30                                           | 30                                           | 30                                           | 30                                           | 27                                           |
| počet závodnic                               | počet závodnic                               | počet závodnic                               | -                                            | 42                                           | 28                                           | 16                                           | 32                                           | 46                                           | 54                                           | 56                                           | 27                                           |

| Výsledky SP v lezení na rychlost 2014 (7-1) | Výsledky SP v lezení na rychlost 2014 (7-1) | Výsledky SP v lezení na rychlost 2014 (7-1) | Výsledky SP v lezení na rychlost 2014 (7-1) | Výsledky SP v lezení na rychlost 2014 (7-1) | Výsledky SP v lezení na rychlost 2014 (7-1) | Výsledky SP v lezení na rychlost 2014 (7-1) | Výsledky SP v lezení na rychlost 2014 (7-1) | Výsledky SP v lezení na rychlost 2014 (7-1) | Výsledky SP v lezení na rychlost 2014 (7-1) | Výsledky SP v lezení na rychlost 2014 (7-1) |
| Pořadí                                      | Jméno                                       | Země                                        | Body                                        | Wu-ťiang                                    | Mokpcho                                     | Arco                                        | Chamonix                                    | Chaj-jang                                   | Baku                                        | Čchung-čching                               |
| ------------------------------------------- | ------------------------------------------- | ------------------------------------------- | ------------------------------------------- | ------------------------------------------- | ------------------------------------------- | ------------------------------------------- | ------------------------------------------- | ------------------------------------------- | ------------------------------------------- | ------------------------------------------- |
| 1.                                          | Marija Krasavinová                          | Rusko                                       | 510.00                                      | 1. 100.00                                   | 6. (47.00)                                  | 3. 65.00                                    | 3. 65.00                                    | 1. 100.00                                   | 1. 100.00                                   | 2. 80.00                                    |
| 2.                                          | Julija Kaplinová                            | Rusko                                       | 476.00                                      | 3. 65.00                                    | 1. 100.00                                   | 15. (22.00)                                 | 5. 51.00                                    | 2. 80.00                                    | 2. 80.00                                    | 1. 100.00                                   |
| 3.                                          | Anouck Jaubert                              | Francie                                     | 455.00                                      | 2. 80.00                                    | 2. 80.00                                    | 1. 100.00                                   | 4. (55.00)                                  | 3. 65.00                                    | 3. 65.00                                    | 3. 65.00                                    |
|                                             |                                             |                                             |                                             |                                             |                                             |                                             |                                             |                                             |                                             |                                             |
| 53.-54.                                     | Andrea Pokorná                              | Česko                                       | 7.00                                        | -                                           | -                                           | -                                           | 24. 7.00                                    | -                                           | -                                           | -                                           |
| počet finalistek                            | počet finalistek                            | počet finalistek                            | počet finalistek                            | 4                                           | 4                                           | 4                                           | 4                                           | 4                                           | 4                                           | 4                                           |
| počet semifinalistek                        | počet semifinalistek                        | počet semifinalistek                        | počet semifinalistek                        | 8                                           | 8                                           | 16/8                                        | 16/8                                        | 8                                           | 16/8                                        | 16/8                                        |
| bodovaných závodnic                         | bodovaných závodnic                         | bodovaných závodnic                         | 59                                          | 9                                           | 13                                          | 29                                          | 24                                          | 16                                          | 22                                          | 24                                          |
| počet závodnic                              | počet závodnic                              | počet závodnic                              | —                                           | 9                                           | 13                                          | 29                                          | 24                                          | 16                                          | 22                                          | 24                                          |

| Výsledky SP v boulderingu 2014 (8-1) | Výsledky SP v boulderingu 2014 (8-1) | Výsledky SP v boulderingu 2014 (8-1) | Výsledky SP v boulderingu 2014 (8-1) | Výsledky SP v boulderingu 2014 (8-1) | Výsledky SP v boulderingu 2014 (8-1) | Výsledky SP v boulderingu 2014 (8-1) | Výsledky SP v boulderingu 2014 (8-1) | Výsledky SP v boulderingu 2014 (8-1) | Výsledky SP v boulderingu 2014 (8-1) | Výsledky SP v boulderingu 2014 (8-1) | Výsledky SP v boulderingu 2014 (8-1) |
| Pořadí                               | Jméno                                | Země                                 | Body                                 | Laval                                | Chaj-jang                            | Vail                                 | Toronto                              | Innsbruck                            | Grindelwald                          | Baku                                 | Čchung-čching                        |
| ------------------------------------ | ------------------------------------ | ------------------------------------ | ------------------------------------ | ------------------------------------ | ------------------------------------ | ------------------------------------ | ------------------------------------ | ------------------------------------ | ------------------------------------ | ------------------------------------ | ------------------------------------ |
| 1.                                   | Akijo Noguči                         | Japonsko                             | 610.00                               | 1. 100.00                            | 1. 100.00                            | 1. 100.00                            | 1. 100.00                            | 3. 65.00                             | 4. (55.00)                           | 2. 80.00                             | 3. 65.00                             |
| 2.                                   | Shauna Coxsey                        | Spojené království                   | 556.00                               | 5. 51.00                             | 2. 80.00                             | 5. (51.00)                           | 2. 80.00                             | 1. 100.00                            | 1. 100.00                            | 3. 65.00                             | 2. 80.00                             |
| 3.                                   | Anna Stöhr                           | Rakousko                             | 488.00                               | 6. 47.00                             | 3. 65.00                             | 3. 65.00                             | 8. (40.00)                           | 2. 80.00                             | 2. 80.00                             | 1. 100.00                            | 5. 51.00                             |
| počet finalistek                     | počet finalistek                     | počet finalistek                     | počet finalistek                     | 6                                    | 6                                    | 6                                    | 6                                    | 6                                    | 6                                    | 6                                    | 6                                    |
| počet semifinalistek                 | počet semifinalistek                 | počet semifinalistek                 | počet semifinalistek                 | 20                                   | 19                                   | 20                                   | 20                                   | 20                                   | 20                                   | 20                                   | 20                                   |
| bodovaných závodnic                  | bodovaných závodnic                  | bodovaných závodnic                  | 94                                   | 31                                   | 22                                   | 30                                   | 30                                   | 30                                   | 30                                   | 30                                   | 30                                   |
| počet závodnic                       | počet závodnic                       | počet závodnic                       | —                                    | 42                                   | 22                                   | 44                                   | 40                                   | 70                                   | 62                                   | 38                                   | 38                                   |

| Výsledky SP 2014 - kombinace | Výsledky SP 2014 - kombinace | Výsledky SP 2014 - kombinace | Výsledky SP 2014 - kombinace |
| Pořadí                       | Jméno                        | Země                         | Body                         |
| ---------------------------- | ---------------------------- | ---------------------------- | ---------------------------- |
| 1.                           | Akijo Noguči                 | Japonsko                     | 690.00                       |
| 2.                           | Mina Markovič                | Slovinsko                    | 555.00                       |
| 3.                           | Momoka Odaová                | Japonsko                     | 305.00                       |
| 40                           | bodovaných celkem            | bodovaných celkem            | bodovaných celkem            |

### Pořadí států
| Výsledky SP v lezení na obtížnost 2014 | Výsledky SP v lezení na obtížnost 2014 | Výsledky SP v lezení na obtížnost 2014 |
| Pořadí                                 | Země                                   | Body                                   |
| -------------------------------------- | -------------------------------------- | -------------------------------------- |
| 1.                                     | Rakousko                               | 1636                                   |
| 2.                                     | Japonsko                               | 1594                                   |
| 3.                                     | Francie                                | 1531                                   |
| 10.                                    | Česko                                  | 440                                    |
| 26 bodovaných zemí ze 32 zúčastněných  |                                        |                                        |

| Výsledky SP v lezení na rychlost 2014 | Výsledky SP v lezení na rychlost 2014 | Výsledky SP v lezení na rychlost 2014 |
| Pořadí                                | Země                                  | Body                                  |
| ------------------------------------- | ------------------------------------- | ------------------------------------- |
| 1.                                    | Rusko                                 | 2137                                  |
| 2.                                    | Polsko                                | 1415                                  |
| 3.                                    | Francie                               | 1216                                  |
| 6.                                    | Česko                                 | 428                                   |
| 22 bodovaných zemí ze 22 zúčastněných |                                       |                                       |

| Výsledky SP v boulderingu 2014        | Výsledky SP v boulderingu 2014 | Výsledky SP v boulderingu 2014 |
| Pořadí                                | Země                           | Body                           |
| ------------------------------------- | ------------------------------ | ------------------------------ |
| 1.                                    | Japonsko                       | 1712                           |
| 2.                                    | Francie                        | 1581                           |
| 3.                                    | Německo                        | 1259                           |
| 18.                                   | Česko                          | 111                            |
| 31 bodovaných zemí ze 46 zúčastněných |                                |                                |

### Čeští medailisté v jednotlivých závodech SP 2014
| Datum a Místo               | Disciplína | Lezec/lezkyně | Zlato         | Stříbro          | Bronz            |
| --------------------------- | ---------- | ------------- | ------------- | ---------------- | ---------------- |
| 26.-27. dubna Čchung-čching | Rychlost   | Libor Hroza   |               |                  | Bronzová medaile |
| 16.-17. května Innsbruck    | Bouldering | Adam Ondra    |               | Stříbrná medaile |                  |
| 1.-2. srpna Imst            | Obtížnost  | Adam Ondra    | Zlatá medaile |                  |                  |
| 30.-31. srpna Arco          | Rychlost   | Libor Hroza   | Zlatá medaile |                  |                  |
| 11.-12. října Mokpcho       | Rychlost   | Libor Hroza   |               | Stříbrná medaile |                  |
| 18.-19. října Wu-ťiang      | Rychlost   | Libor Hroza   |               | Stříbrná medaile |                  |
| 25.-26. října Inzai         | Obtížnost  | Adam Ondra    | Zlatá medaile |                  |                  |
| 15.-16. listopadu Kranj     | Obtížnost  | Adam Ondra    | Zlatá medaile |                  |                  |

### Videozáznamy ze SP 2014
Sportovní kanál IFSC na Youtube; kromě Číny byly všechny SP vysílány v přímém přenosu a zároveň ukládány jako záznam
| Místo         | Pozvánka | Obtížnost | Obtížnost  | Rychlost | Rychlost   | Bouldering | Bouldering | Jiné |
| Místo         | Pozvánka | finále    | semifinále | finále   | semifinále | finále     | semifinále | Jiné |
| ------------- | -------- | --------- | ---------- | -------- | ---------- | ---------- | ---------- | ---- |
| Čchung-čching | x        | -         | -          | x        | x          | x          | x          |      |
| Baku          | x        | -         | -          | x        | x          | x          | x          |      |
| Grindelwald   | x        | -         | -          | -        | -          | x          | x          |      |
| Innsbruck     | x        | -         | -          | -        | -          | x          | x          |      |
| Toronto       | x        | -         | -          | -        | -          | x          | x          |      |
| Vail          | x        | -         | -          | -        | -          | x          | x          |      |
| Chaj-jang     | x        | x         | x          | x        | x          | x          | x          |      |
| Laval         | x        | -         | -          | -        | -          | x          | x          |      |
| Chamonix      | x        | x         | x          | x        | x          | -          | -          |      |
| Briançon      | x        | x         | x          | -        | -          | -          | -          |      |
| Imst          | x        | x         | x          | -        | -          | -          | -          |      |
| Arco          | x        | -         | -          | x        | x          | -          | -          |      |
| Mokpcho       | x        | x         | x          | x        | x          | -          | -          |      |
| Wu-ťiang      | x        | x         | x          | x        | x          | -          | -          |      |
| Inzai         | x        | x         | x          | -        | -          | -          | -          |      |
| Kranj         | x        | x         | x          | -        | -          | -          | -          |      |